# International Council of Shopping Centers

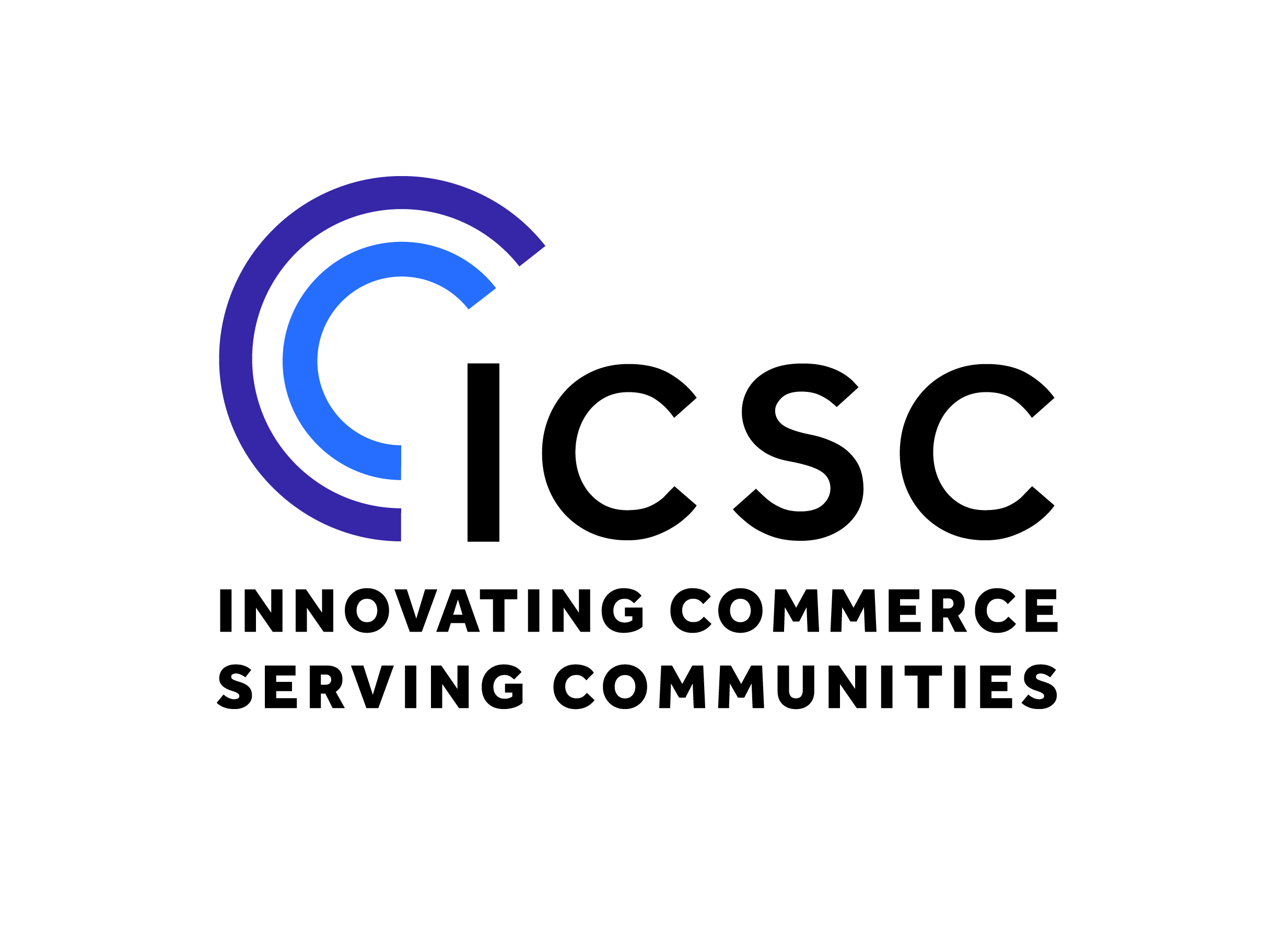
Logo

Das International Council of Shopping Centers (ICSC) ist ein internationaler Wirtschaftsverband der Einkaufszentrum-Branche. Die Organisation mit Sitz in New York City wurde 1957 gegründet und hat über 67.000 Mitglieder in mehr als 100 Ländern. Unter den Mitgliedern befinden sich Eigentümer von Einkaufszentren genauso wie Entwickler, Manager und Konzerne sowie staatliche Organisationen mit Wirtschaftsinteresse.
Das ICSC vergibt jährlich Awards an Einkaufszentren in verschiedenen Kategorien. 2007 wurde der Europark als erstes Einkaufszentrum weltweit gleich in zwei Kategorien ausgezeichnet. Es war die erste Auszeichnung eines österreichischen Einkaufszentrums durch das ICSC.